# 帕雷迪什迪科拉
41°54′N 8°33′W / 41.900°N 8.550°W
帕雷迪什迪科拉（葡萄牙語：Paredes de Coura），是葡萄牙的城鎮，位於該國北部，由維亞納堡區負責管轄，始建於1257年，面積138.19平方公里，2011年人口9,198，人口密度每平方公里66.56人。

## 友好城市
- 法國 瑟农